# Гратри
Гратри́ (фр. Grattery) — коммуна во Франции, находится в регионе Франш-Конте. Департамент — Верхняя Сона. Входит в состав кантона Пор-сюр-Сон. Округ коммуны — Везуль.
Код INSEE коммуны — 70278.

## География
Коммуна расположена приблизительно в 310 км к юго-востоку от Парижа, в 50 км севернее Безансона, в 8 км к северо-западу от Везуля.
По территории коммуны протекает небольшая река Скьот (фр. Scyotte).

## Население
Население коммуны на 2010 год составляло 199 человек.
| 1962 | 1968 | 1975 | 1982 | 1990 | 1999 | 2010 |
| ---- | ---- | ---- | ---- | ---- | ---- | ---- |
| 139  | 145  | 124  | 146  | 160  | 168  | 199  |

## Экономика

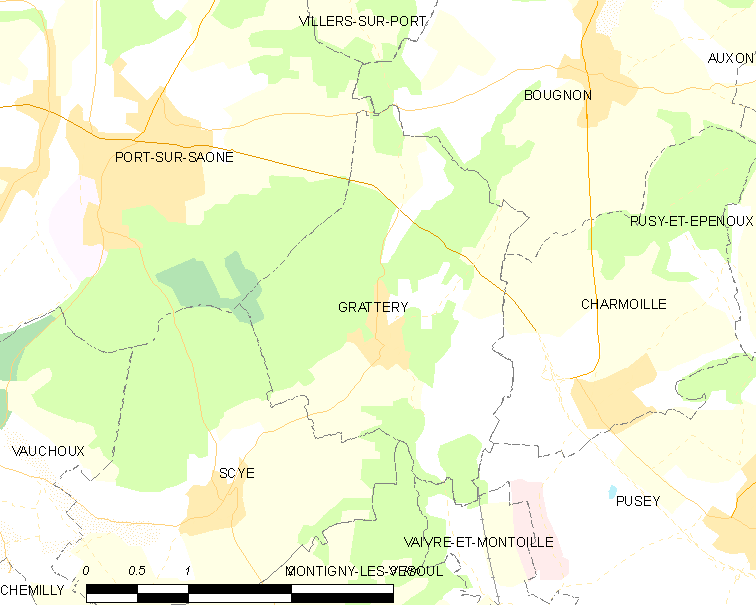
Карта коммуны

В 2010 году среди 126 человек трудоспособного возраста (15—64 лет) 95 были экономически активными, 31 — неактивными (показатель активности — 75,4 %, в 1999 году было 70,4 %). Из 95 активных жителей работали 93 человека (47 мужчин и 46 женщин), безработных было 2 (1 мужчина и 1 женщина). Среди 31 неактивных 8 человек были учениками или студентами, 17 — пенсионерами, 6 были неактивными по другим причинам.